# آرک اینترنشنال
آرک اینترنشنال یک شرکت فرانسوی تولید کننده لوازم خانگی است. این شرکت در کمون آرک، پا دو کاله -که همچنان دفتر مرکزی اش در آنجا واقع است- به عنوان یک شرکت شیشه سازی تحت عنوان وریه دو سپت اکلوز در سال ۱۸۲۵ پایه گذاری شد. در سال ۱۸۹۲ نام شرکت به وریه کریستال دو آرک تغییر یافت. پس از چندین ادغام در دهه ۱۹۹۰ نام گروه در سال ۲۰۰۰ به نام فعلی تغییر یافت. این شرکت تولید کننده پیشتاز کریستال و شیشه آلات در جهان است. این شرکت به‌طور خصوصی و از سال ۱۹۱۶ تحت مالکیت اعضای خانواده دوراند اداره می شود. آرک اینترنشنال اخیراً برند لوازم آشپزی پیرکس را برای فروش در اتحادیه اروپا تحت لیسانس خود درآورده است. از سایر برندهای این شرکت میتوان به آرکوپال، آرکروک، لومینارکس، کوارکس و زنیکس اشاره کرد.
این کمپانی گزارش شده که در سال ۲۰۰۶ میلادی ۱۶۵۰۰ کارگر و ۱.۴ میلیارد یورو درآمد سالانه داشته است که ۳% آنرا در تحقیق و توسعه سرمایه گذاری کرده است.